# بهاء الدين الجويني
بهاء الدين محمد الجويني (وُلد في أزادوار [الإنجليزية]
 في ولاية الجويني [الفارسية]
) كان حاكم لأصفهان وجزء من عراق العجم من 663 إلى 678 هجرية (1265-1279 م).
وكان ابنه الأكبر شمس الدين الجويني رئيس الوزراء والوزير الشهير لهولاكو وأباقا خان. وابنه الآخر هو عطاء المُلك الجويني، مؤرخ وكاتب إيراني من القرن السابع. أما والده فهو شمس الدين محمد الجويني